# اچ‌ام‌ان‌زداس ماوری (پی۳۵۷۰)
اچ‌ام‌ان‌زداس ماوری (پی۳۵۷۰) (به انگلیسی: HMNZS Maori (P3570)) یک کشتی است که طول آن ۱۱۲ فوت (۳۴ متر) می‌باشد.